# Elbrusz 2000
Az Elbrusz 2000, E2K (oroszul: Эльбрус 2000) egy orosz fejlesztésű 512 bites VLIW (very long instruction word, nagyon hosszú utasításszó) EPIC architektúrájú mikroprocesszor, amelyet a Moszkvai SPARC Technológiai Központ (oroszul: Московский центр SPARC-технологий, МЦСТ) fejlesztett ki és a tajvani TSMC gyárt. Ez a processzor az orosz Elbrusz architektúra fejlődési vonalába illeszkedik.
Két utasításkészlet-architektúrát támogat:
- Elbrusz VLIW
- Intel x86 (teljes, rendszerszintű megvalósítás, szoftveres bináris fordítást végző virtuális géppel; ez hasonlít a Transmeta Crusoe processzorban alkalmazott megoldáshoz)

Egyedülálló architektúrájának köszönhetően az Elbrusz 2000 képes akár 23 utasítást is végrehajtani egy órajel-ciklus alatt, ezért még alacsony órajel mellett is felveszi a versenyt a gyorsabb órajelű egyéb szuperskalár architektúrákkal, különösen natív VLIW üzemmódjában.

## Támogatott operációs rendszerek
- Linux, Elbrusz ISA-ra fordítva
- Linux x86 ISA-ra fordítva
- Windows 95
- Windows 2000
- Windows XP

## Az Elbrusz 2000 főbb jellemzői
| készült                    | 2005                                                                         |
| folyamat                   | CMOS 0.13 µm                                                                 |
| magok száma                | 1                                                                            |
| órajel                     | 300 MHz                                                                      |
| csúcsteljesítmény          | - 64 Bit: 5,8 GIPS - 32 Bit: 9,5 GIPS - 16 Bit: 12,3 GIPS - 8 Bit: 22,6 GIPS |
| adatformátumok             | - integer: 32, 64 - lebegőpontos: 32, 64, 80                                 |
| cache                      | - 64 KB L1 utasítás cache - 64 KB L1 adat cache - 256 KB L2 cache            |
| adatátviteli sebesség      | - a cache-be: 9,6 GByte/s - a központi memóriába: 4,8 GByte/s                |
| transisztorok száma        | 75,8 millió                                                                  |
| csatlakozási rétegek száma | 8                                                                            |
| tokozás / lábak száma      | HFCBGA / 900                                                                 |
| chip méret                 | 31×31×2,5 mm                                                                 |
| feszültség                 | 1,05 / 3,3 V                                                                 |
| energiafelvétel            | 6 W                                                                          |